# Quartier des Grandes-Carrières
Le quartier des Grandes-Carrières est le 69e quartier administratif de Paris situé dans l'ouest du 18e arrondissement.

## Histoire et description

Croquis de localisation des Grandes-Carrières, des quartiers du de Paris et de ses principales infrastructures de transport.

Le quartier des Grandes-Carrières tient son nom des anciennes carrières de gypse, élément de base pour la fabrication du plâtre, que l'on trouvait depuis le Moyen Âge au pied de la butte Montmartre. Ce passé a laissé de nombreuses traces encore visibles de nos jours, comme le cimetière de Montmartre, le square Louise-Michel, vestiges des principales carrières, ou le sous-sol friable dans certaines zones à l'origine d'effondrements de la chaussée.
Le quartier des Grandes-Carrières est délimité :
- au sud par le 9e arrondissement et le boulevard de Clichy (place de Clichy, place Blanche, place Pigalle)
- au nord par Saint-Ouen, rues du Docteur-Babinski et Jean-Henri-Fabre (portes de Clignancourt, de Montmartre et de Saint-Ouen)
- à l'ouest par le 17e arrondissement (avenues de Saint-Ouen, de Clichy)
- à l'est par le quartier de Clignancourt.

La délimitation des quartiers Grandes-Carrières et Clignancourt partage la butte Montmartre entre ces deux quartiers. Les rues Lepic, d'Orchampt, Girardon, des Abbesses, de l'abreuvoir, l'avenue Junot, l'allée des Brouillards font partie des Grandes-Carrières. La place du Tertre et le Sacré-Cœur font partie du quartier de Clignancourt.
Les délimitations des deux quartiers sont l'avenue de la Porte-de-Clignancourt, le boulevard Ney, la rue du Ruisseau, la rue Marcadet, la rue des Saules, la rue Ravignan, la rue des Abbesses, la rue Houdon et la place Pigalle.
Il ne faut pas le confondre avec le quartier d'animation culturelle municipale, Grandes-carrières-Clichy qui, lui, est délimité par l'avenue de Saint-Ouen, la place de Clichy, la rue Caulaincourt, la rue Damrémont et la rue Belliard.

## Bâtiments remarquables et lieux de mémoire
- Cinéma Le Wepler, place de Clichy
- Cinéma le Studio 28, rue Tholozé
- La cité Véron, où ont vécu Jacques Prévert et Boris Vian
- La cité des Fusains, rue Tourlaque
- La Maison Rose située à l'angle de la rue des Saules et de la rue de l'Abreuvoir
- Église Sainte-Geneviève des Grandes Carrières, rue Championnet
- Église Saint-Jean de Montmartre, place des Abbesses
- Cité Montmartre-aux-artistes[2], rue Ordener
- Villa des Arts, rue Hégésippe-Moreau
- Moulin-Rouge, place Blanche
- Moulin de la Galette, rue Lepic
- Le Talus (Paris)
- Théâtre des Abbesses, théâtre de Dix heures, théâtre des Deux Ânes
- Le Hasard Ludique[3], avenue de Saint-Ouen
- CHU Bichat-Claude Bernard, porte de Saint-Ouen
- Hôpital Bretonneau, rue Joseph-de-Maistre
- Cimetière Montmartre, avenue Rachel
- Cimetière Saint-Vincent, rue Lucien-Gaulard
- Caserne des sapeurs-pompiers de Montmartre, rue Carpeaux (c'est là qu'a eu lieu le tout premier bal des pompiers en 1937)
- Promenade Dora Bruder. Elle se situe entre les rues Belliard et Leibniz.

## Vie culturelle
Depuis 2023, le bistro Le Sap’Heure, place Jacques-Froment, sert de décor à des fictions Duanju et a accueilli en 2025 une projection internationale organisé par l'association Studio Phocéen.